# Lista do Patrimônio Mundial na Indonésia
A Organização das Nações Unidas para a Educação, a Ciência e a Cultura (UNESCO) propôs um plano de proteção aos bens culturais do mundo, através do Comité sobre a Proteção do Património Mundial Cultural e Natural, aprovado em 1972. Esta é uma lista do Patrimônio Mundial existente na Indonésia, especificamente classificada pela UNESCO e elaborada de acordo com dez principais critérios cujos pontos são julgados por especialistas na área. A Indonésia, um país arquipélago que desenvolveu uma rica e diversa cultura única no continente asiático em cada um de suas numerosas ilhas e berço de um dos primeiros registros do gênero humano, ratificou a convenção em 6 de junho de 1982, tornando seus locais históricos elegíveis para inclusão na lista.
Os sítios Complexo do Templo de Borobudur e Complexo de Prambanan (de classificação cultural) e Parque Nacional de Komodo e Parque Nacional de Ujung Kulon (de classificação natural) foram os quatro primeiros sítios da Indonésia inscritos na lista do Patrimônio Mundial por ocasião da 15ª Sessão do Comité do Patrimônio Mundial, realizada em Cartago (Tunísia) em 1991. Desde a mais recente inclusão na lista, a Indonésia totaliza 10 sítios na Lista do Patrimônio Mundial, sendo 6 de interesse Cultural e os 4 restantes de interesse Natural. 
O sítio Património das florestas tropicais ombrófilas de Sumatra, inscrito originalmente em 2004, foi incluído na Lista do Patrimônio Mundial em perigo em 2011 devido às atividades madeireiras, caça furtiva, extensão irregular de áreas agrícolas e planos de construção de rodovias na região que comprometem fortemente a conservação e manutenção do sítio.

## Bens culturais e naturais
A Indonésia conta atualmente com os seguintes lugares declarados como Patrimônio da Humanidade pela UNESCO:
| | Conjunto Prambanan |
| Bem cultural inscrito em 1991. |                    |
| Localização: Java Central |                    |
| Construído no século X, este conjunto monumental é o maior daqueles dedicados à adoração de Siva na Indonésia. No meio do último dos recintos quadrados concêntricos surgem três templos consagrados a cada uma das principais divindades do hinduísmo: Siva, Vnu e Brahma. Estes santuários são adornados com relevos ilustrativos do épico ramayana. Ao lado deles, surgem três outros templos dedicados a animais que servem de montagem para esses deuses. (UNESCO/BPI) |                    |

| | Conjunto Borobudur |
| Bem cultural inscrito em 1991. |                    |
| Localização: Java Central |                    |
| Localizado no centro da ilha de Java, este famoso templo budista foi construído nos séculos VII e IA. Seu edifício compreende três níveis: uma base piramidal com cinco terraços quadrados concêntricos; uma parte central em forma de cone truncada com três plataformas circulares; e uma linha de chegada consistindo de uma estopa monumental. As paredes e as balaustradas são adornadas com baixo-relevos cobrindo uma área total de 2.500 m2. Ao redor das plataformas circulares há 72 estopas ocas com tantas outras estátuas de Buda. Este monumento foi restaurado na década de 1970 com a ajuda da UNESCO. (UNESCO/BPI) |                    |

| | Parque Nacional de Komodo |
| Bem natural inscrito em 1991. |                           |
| Localização: Sonda Oriental |                           |
| Nessas ilhas vulcânicas vive uma população de cerca de 5.700 lagartos gigantes, cuja aparência agressiva e comportamento os tornaram chamados de "dragões" de Komodo. Esta espécie de répteis, que não existe em nenhum outro lugar do mundo, apresenta um grande interesse científico para o estudo da evolução. As colinas do parque, cobertas por vegetação de savana seca pontilhada com plantas espinhosas, contrastam com as praias de areia branca deslumbrante e as ondas azuis que se rompem contra as rochas de coral. (UNESCO/BPI) |                           |

| | Parque Nacional de Ujung Kulon |
| Bem natural inscrito em 1991. |                                |
| Localização: Lampung / Banten |                                |
| Localizado na ponta sudoeste de Java, às margens do Estreito de Sonda, este parque abrange a Península Ujung Kolon e várias ilhas, bem como a Reserva Natural de Krakatoa. Além de sua beleza natural e interesse geológico pelo estudo do volcanismo insular, o parque possui a maior área de florestas tropicais de várzea deixada em Java. Também abriga várias espécies de plantas e animais em extinção, em particular o rinoceronte Javan. (UNESCO/BPI) |                                |

| | Local dos primeiros homens de Sangiran |
| Bem cultural inscrito em 1996. |                                        |
| Localização: Java Central |                                        |
| Uma campanha de escavação realizada entre 1936 e 1941 levou à descoberta de um primeiro fóssil hominídeo neste local. Cinquenta fósseis de meganthropus palaeo e pithecanthropus erectus/homo erectus foram exumados em escavações posteriores, ou metade dos fósseis de hominídeos encontrados até hoje no mundo. Habitado há um milhão de anos e meio, o sítio de Sangiran é de fundamental importância para entender a evolução do ser humano. (UNESCO/BPI) |                                        |

| | Parque Nacional de Lorentz |
| Bem natural inscrito em 1999. |                            |
| Localização: Papua |                            |
| Com uma área de 2.500.000 hectares, este parque é a maior área protegida do Sudeste Asiático. Seu gradiente de altitude é único no mundo, desde picos com neves perpétuas até ecossistemas marinhos tropicais, até grandes áreas de áreas úmidas. Localizada no ponto de colisão de duas placas continentais, a área do parque apresenta uma complexa configuração geológica com montanhas em cursos de treinamento e erosões significativas devido à glaciação. O local também possui um grande número de espécies endêmicas e a diversidade biológica mais rica da região, juntamente com depósitos fósseis que fornecem uma prova da evolução da vida na Nova Guiné. (UNESCO/BPI) |                            |

| | Património das florestas tropicais ombrófilas de Sumatra |
| Bem natural inscrito em 2004. |                                                          |
| Localização: Aceh / Sumatra Setentrional / Sumatra Ocidental / Jambi / Sumatra Meridional / Lampung |                                                          |
| Este local abrange uma área de 2.500.000 hectares e compreende os três parques nacionais de Gunung Leuser, Kerinci Seblat e Bukit Barisan Selatan. Oferece possibilidades ideais para a conservação a longo prazo da fauna e flora específicas de Sumatra, incluindo muitas espécies ameaçadas de extinção. Na área protegida vivem 10.000 espécies de plantas, das quais 17 são endêmicas, além de mais de 200 espécies de mamíferos e cerca de 580 espécies de aves, das quais 465 são residentes e 21 endêmicas. Entre os mamíferos, há 22 espécies asiáticas encontradas apenas no arquipélago indonésio e 15 são exclusivas da região, em especial o orangotango endêmico de Sumatra. A paisagem do local também fornece um testemunho grandeeográfico da evolução da ilha. (UNESCO/BPI) |                                                          |

| | Paisagem Cultural de Bali: o sistema subak como expressão da filosofia Tri Hita Karana |
| Bem cultural inscrito em 2012. |                                                                                        |
| Localização: Bali |                                                                                        |
| A paisagem cultural de Bali abrange uma área de mais de 19.500 hectares e compreende cinco terraços de cultivo de arroz com seus templos de água correspondentes, que estão no centro de um sistema de gestão de recursos hídricos através de valas e barragens, chamadas subak, cujas origens datam do século IX. No território deste local cultural também está o Templo Real de Pura Taman Ayun, que foi construído no século XVIII e é o mais vasto e impressionante dos edifícios do tipo em Bali. O subak é um reflexo da filosofia Tri Hita Karana, que abrange os três reinos do universo: o do espírito, o do ser humano e o da natureza. Nascida de intercâmbios culturais entre a ilha de Bali e a Índia nos últimos vinte séculos, essa filosofia ajudou a moldar a paisagem cultural da ilha. Graças às práticas democráticas e igualitárias de cultivo do sistema subak, os balineses tornaram-se os melhores produtores de arroz do arquipélago indonésio, apesar do desafio colocado pela tarefa de sustentar uma população muito densa. (UNESCO/BPI) |                                                                                        |

| | Mina de Carvão Ombilin |
| Bem cultural inscrito em 2019. |                        |
| Localização: Sumatra Ocidental |                        |
| Esta mina foi criada no final do século XIX e início do século XX pelo governo colonial holandês para extrair, processar e transportar carvão de uma jazida de alta qualidade localizada em uma região isolada da ilha de Sumatra. A força de trabalho foi recrutada entre a população local, à qual se juntaram pessoas condenadas a trabalhos forçados pelas autoridades coloniais holandesas nos territórios sob seu controle. O sítio engloba vários elementos: as minas de extração de minério e a cidade mineira; as instalações de armazenamento de carvão no porto de Emmahaven; e a malha ferroviária que liga este complexo portuário às áreas de mineração. A mina de Ombilin foi concebida e executada com um plano abrangente para a extração de carvão em grandes profundidades, bem como para seu tratamento, transporte e posterior exportação. (UNESCO/BPI) |                        |

| Kraton do Sultão de Joguejacarta. | Eixo cosmológico de Joguejacarta e seus monumentos históricos |
| Kraton do Sultão de Joguejacarta. | Bem cultural inscrito em 2023. |
| Kraton do Sultão de Joguejacarta. | Localização: Joguejacarta |
| Kraton do Sultão de Joguejacarta. | O eixo central de Joguejacarta foi fundado no século XVIII pelo sultão seri Hamengkubuwono e continua sendo, desde então, o centro de governo e de tradições culturais javanesas. Este eixo longitudinal de seis quilômetros conecta o Monte Merapi e o Oceano Índico ao Kraton (palácio), situado no centro, e vários monumentos culturais ao norte e ao sul, que estão vinculados entre si por rituais. O sítio encarna crenças fundamentais sobre o cosmo na cultura javanesa, incluindo a marcação dos ciclos de vida. (UNESCO/BPI) |

## Lista Indicativa
Em adição aos sítios inscritos na Lista do Patrimônio Mundial, os Estados-membros podem manter uma lista de sítios que pretendam nomear para a Lista de Patrimônio Mundial, sendo somente aceitas as candidaturas de locais que já constarem desta lista. Desde 2021, a Indonésia conta com 19 locais na sua Lista Indicativa.
| Sítio                             | Imagem | Localização          | Ano  | Dados UNESCO                | Descrição |
| --------------------------------- | ------ | -------------------- | ---- | --------------------------- | --- |
| Parque Nacional de Betung Kerihun |        | Calimantã Ocidental  | 2004 | Natural: (viii)(ix)(x)      | O Parque Nacional de Betung Kerihun está localizado nas cabeceiras do rio Kapuas, no extremo interior da província de Calimantã Ocidental. O sítio proposto cobre uma área de 800.000 hectares e faz fronteira com o Santuário de Vida Selvagem de Lanjak Entimau em Sarauaque, Malásia. Juntas, as duas áreas protegidas formam um dos primeiros sítios naturais transfronteiriços do Sudeste Asiático. |
| Parque Nacional de Bunaken        |        | Celebes Setentrional | 2005 | Natural: (vii)(viii)(ix)(x) | Esta área de Celebes Setentrional passou por vários estágios geológicos, sendo considerada um continente "jovem" de 5 a 24 milhões de anos que sofreu vulcanismo explosivo mais recentemente (1,5 a 5 milhões de anos atrás) resultando no tufo vulcânico que caracteriza a topografia existente. A ilha de Manado Tua é um vulcão inativo formado em forma de cone clássico com uma inclinação de 27 a 45 pés. |
| Ilhas Derawan                     |        | Calimantã Oriental   | 2005 | Natural: (x)                | Estendendo-se por mais de 160 quilômetros ao longo da costa de Calimantã Oriental, as Ilhas Derawan são uma das áreas mais ricas biologicamente em toda a Indonésia. Nelas a água do rio Berau junta-se à do Mar de Celebes criando uma paisagem marítima única caracterizada por um amplo delta que abriga grupamentos dispersos de recifes e atóis. |
| Ilhas Raja Ampat                  |        | Papua Ocidental      | 2005 | Natural: (vii)(x)           | As Ilhas Raja Ampat, situadas na costa da Papua Ocidental, consistem em cerca de 1.500 ilhas, incluindo várias ilhas grandes e montanhosas, sendo as maiores Waigeo, Batanta, Salawati e Misool. A área terrestre e marítima circundantes ocupam aproximadamente 46.000 km². As ilhas estão localizadas em uma região na fronteira ocidental do Oceano Pacífico equatorial e na "entrada" nordeste do fluxo indonésio do Pacífico ao Oceano Índico. |
| Parque Nacional de Taka Bonerate  |        | Celebes Meridional   | 2005 | Natural: (vii)(viii)(ix)(x) | O Parque Nacional de Taka Bonerate abriga o terceiro maior atol do mundo (depois de Kwajalein nas Ilhas Marshall e Suvadiva nas Maldivas). A área total do atol é de cerca de 220.000 hectares com recifes de corais que se espalham por mais de 500 km². |
| Parque Nacional de Wakatobi       |        | Celebes do Sudeste   | 2005 | Natural: (vii)(viii)(ix)(x) | O Parque Nacional de Wakatobi possui um alto potencial de recursos marinhos, tanto em termos de espécies quanto de singularidade, com grandes paisagens submarinas. As águas marinhas do parque se iniciam planas e se inclinam gradualmente em direção ao mar, com eventuais precipícios. O Parque Nacional abrange uma área de 1.390.000 hectares. |
| Bawomataluo                       |        | Sumatra Setentrional | 2009 | Cultural: (i)(iv)(vi)       | Localizado na província de Sumatra Setentrional, acredita-se que tenha se originado no século XVIII. Possui grandes lajes de pedra à frente das residências e um espaço aberto no centro da vila é utilizado para cerimônias e rituais tradicionais. |
| Complexo Muara Takus              |        | Riau                 | 2009 | Cultural: (i)(iv)(vi)       | O Complexo Muara Takus está administrativamente sob o domínio da aldeia Muara Takus, na província de Riau. O rio Kampar Kanan divide Muara Takus em duas regiões. O rio que flui para o norte forma uma curva parabólica do rio. No lado leste do rio, há um pequeno rio que é conhecido pela população local como o rio Umpamo ou Limpamo. A cabeceira deste pequeno rio está localizada nas áreas pantanosas no sudeste de Muara Takus e este pequeno rio termina no rio Kampar Kanan. O estuário do rio Umpamo ou Limpamo está situado exatamente na curva mais ao norte do rio Kampar Kanan. |